# Тегеран-43
«Тегеран-43» — детективный фильм 1980 года, совместно произведённый киностудиями «Мосфильм» (СССР), «Mediterranee Cinema» (Франция) и «Pro Dis Film» (Швейцария). В фильме заняты актёры из СССР и популярные актёры из Франции и Австрии. Телеверсия фильма называется «Покушение».
В 1981 году был номинирован на Государственную премию СССР.
Один из лидеров советского кинопроката 1980 года — 47 500 000 зрителей при тираже 1324 копии, занимает 42-ю строчку в списке лидеров проката СССР за всю историю

## Сюжет

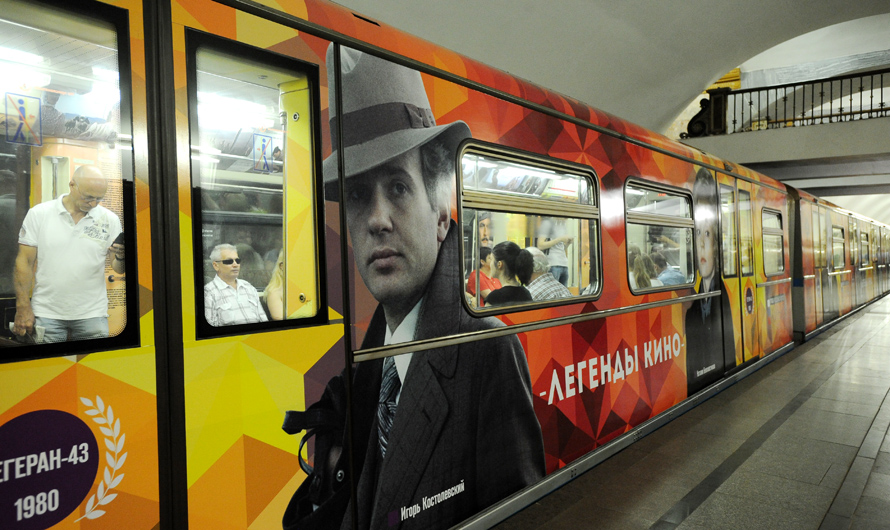
Вагон «Тегеран 43» метросостава «Легенды кино» в Московском метро

Действие картины развивается по двум сюжетным направлениям: в 1943 году и в 1970-е годы. Через весь фильм проходит история любви советского разведчика Андрея Бородина и француженки русского происхождения Мари Луни, переводчицы с персидского языка.
По заданию гитлеровского руководства в Тегеран накануне переговоров глав правительств трёх держав проникает группа террористов, возглавляемая агентом Шернером. Официальный повод для приезда — сопровождение тела богатого иранца, умершего в Швейцарии. Смерть на самом деле является подстроенным убийством. Адвокат умершего, месье Симон, везёт гроб в Тегеран в сопровождении нанятых переводчицы и агента похоронной конторы. Переводчица — Мари Луни — русская по происхождению, владеет французским, русским, английским и фарси. Под видом гробовщика скрывается убийца Макс Ришар, нанятый Шернером.
В женевском аэропорту Мари знакомится с Андрэ, не зная, что он советский разведчик, тайно следующий в Тегеран для обеспечения безопасности переговоров.
После похорон тела иранца убивают адвоката Симона: накануне он делился подозрениями о том, что смерть его клиента не случайна. Мари спасает Андрэ.
В результате их усилий сложная террористическая операция со множеством отвлекающих ходов успешно предотвращается. Однако организатору покушения Шернеру и его главному подручному, наёмному убийце Максу Ришару, удаётся уйти от возмездия.
В 1970-е годы интерес к этой истории возрождается вновь в связи с тем, что неожиданно появилась считавшаяся утерянной плёнка с кинохроникой событий тех лет. Киноплёнку сохранил Макс Ришар, который решил её продать с аукциона вместе с написанными мемуарами о его собственном участии в покушении. Он смотрит фильм и в тоскливом одиночестве, и вместе с теми, кто пытается его продать или купить, и в компании Франсуаз — женщины, которую ему «подставили» нынешние террористы.
Когда было объявлено об аукционе, Шернер и его приспешники — участники террористической организации, начинают охоту за плёнкой и за оставшимися в живых свидетелями — Максом Ришаром и Мари Луни. Этими же материалами заинтересовались и в Советском Союзе. Андрей Бородин как участник тех событий едет на аукцион и одновременно пытается найти Мари. Теперь Макс узнаёт от Франсуазы, что она работает на Шернера. Макс не верит ей. Позже она забирает его в новое тайное укрытие.
В результате поисков с помощью инспектора Фоша Андрей находит дочь Мари, а затем и её саму. Но через несколько минут после их встречи Мари погибает от рук приспешников Шернера, которые несколькими днями ранее срывают аукцион, пытаясь убить Макса Ришара, одновременно похищая из банка оригинал плёнки и мемуары. В финале Шернер находит и убивает Макса. Пока адвокат Легрейн ведёт переговоры с Франсуазой и с Шернером, Андрей встречается с дочерью Мари. В конце концов Андрей возвращается в Москву.

## В ролях
- Игорь Костолевский — Андрей Бородин, разведчик
- Наталия Белохвостикова — Мари Луни (мать), Натали Луни (дочь)
- Армен Джигарханян — Макс Ришар
- Ален Делон — Жорж Фош, инспектор полиции (озвучивает Родион Нахапетов)
- Курд Юргенс — адвокат Легрен (озвучивает Анатолий Соловьёв)
- Клод Жад — Франсуаз (озвучивает Наталья Фатеева)
- Альберт Филозов — Шернер
- Жорж Жере — «Деннис Пю»
- Николай Гринько — Eрмолин, шеф Андрея, резидент НКГБ СССР в Иране
- Глеб Стриженов — Жерар Симон, адвокат (озвучивает Михаил Глузский)
- Всеволод Санаев — хозяин гостиницы, резидент НКГБ СССР
- Нартай Бегалин — шофёр, советский агент
- Джесс Хан — террорист
- Майк Маршалл — террорист
- Абессалом Лория — Юзбаши (канатчик)
- Алескер Мамедоглу — Гулам Рза (канатчик)
- Наталья Наумова — девочка Мари
- Жак Ру — мистер Джонсон
- Вацлав Дворжецкий — пассажир самолёта
- Эвелин Крафт — Жаклин, лже-секретарь
- Елена Добронравова — мадемуазель Эраль, секретарь Легрена
- Владимир Басов — таксист
- Баадур Цуладзе — Дерюш, сын умершего иранца
- Арутюн Акопян — фотограф Мустафа (озвучивает Владимир Ферапонтов)
- Леонид Довлатов — связной Макса Ришара
- Георгий Саакян — Сталин
- Маирбек Цихиев — Черчилль
- Игорь Класс — офицер, проводивший досмотр (озвучивает Олег Голубицкий)
- Чеслав Сушкевич — нищий, агент Бородина
- Александр Январёв — террорист
- Александр Микулин — наёмный убийца
- Дмитрий Матвеев — сотрудник института
- Нодар Шашик-оглы — эпизод
- Александр Белявский — телекомментатор
- Артём Карапетян — голос за кадром

## Съёмочная группа
- Автор сценария: А. Алов, В. Наумов, М. Шатров
- Режиссёры: Александр Алов, Владимир Наумов
- Оператор-постановщик: Валентин Железняков
- Художники-постановщики: Евгений Черняев, Владимир Кирс
- Костюмы: Лидия Нови
- Композиторы: Жорж Гарваренц, Моисей Вайнберг (использованная музыка)
- Песня «Вечная любовь»:
  - музыка: Ж. Гарваренца
  - стихи : Шарля Азнавура
  - исполняет Шарль Азнавур
- Звукорежиссёр: Роланд Казарян
- Дирижёр: Эмин Хачатурян
- Ассистент режиссёра: Н. Терпсихорова
- Ассистент оператора: В. Одинцов
- Монтаж: Е. Суражская, Н. Хазова
- Художники-гримёры: Т. Крылова, В. Львов
- Комбинированные съёмки:
  - Операторы: Г. Айзенберг, А. Евмина
  - Художник: Л. Александровская
- Главный консультант: В. М. Чебриков
- Консультант: В. Н. Спольников
- Редактор: Н. Скуйбина
- Музыкальный редактор: Раиса Лукина
- Директора: Семен Миндич, Эдуард Волков
- Продюсеры: Жорж Шейко, Жан — Филипп Меран, Элоиз Швендиманн

## Награды
- Главный приз Всесоюзного кинофестиваля 1981 года — Александр Алов, Владимир Наумов.
- Золотой приз МКФ в Москве 1981 года — Александр Алов, Владимир Наумов.
- Приз Общества «Родина» МКФ в Москве 1981 года — Александр Алов, Владимир Наумов.

## О фильме
В фильме снимались три международные звезды: Ален Делон (в роли французского инспектора полиции), Клод Жад (она также играла в другом советском фильме, «Ленин в Париже») и Курд Юргенс, который сыграл здесь свою предпоследнюю роль в кино.
Лейтмотив фильма — ставшая впоследствии известной песня «Une vie d’amour» в исполнении Шарля Азнавура.
Владимир Наумов: «Конечно, присутствие Делона в картине очень помогло её успеху. 100 миллионов билетов было продано у нас в СССР, это колоссальное количество, это был рекорд в том году. Картина получила главный приз на Московском международном фестивале и ещё много призов самых разных. Очень хорошо прошла во Франции и была продана во многие страны мира».
«Среди ярких и, право же, необычных для нас актёрских дуэтов — Наталия Белохвостикова и Ален Делон, Армен Джигарханян и Клод Жад, Жорж Жере и Альберт Филозов… Причём очень важно, что западные кинозвёзды не просто блистают на небосклоне „Тегерана“, а с полной отдачей работают на выражение идеи, политической и художественной концепции фильма.» (Андрей Зоркий / «Советский экран» № 5, 1981).
Через много лет вышел документальный фильм «Воспоминания о создании фильма „Тегеран-43“». В нём Владимир Наумов вспоминает, как из-за невозможности провести натурные съёмки в Тегеране были специально построены макеты жилых кварталов в одном из московских павильонов.

## Факты
- Существуют свидетельства, что немцы действительно пытались провести в Тегеране операцию по уничтожению «Большой тройки», и она была блокирована советской разведкой[3].
- Когда создавался сценарий фильма, был поставлен вопрос: если допустить, что покушение было бы возможным, то как бы оно могло осуществиться? И был сделан вывод, что в посольство можно было бы проникнуть, воспользовавшись кяризами — каналами системы водоснабжения, которая в Тегеране существенно отличается от других городов мира.

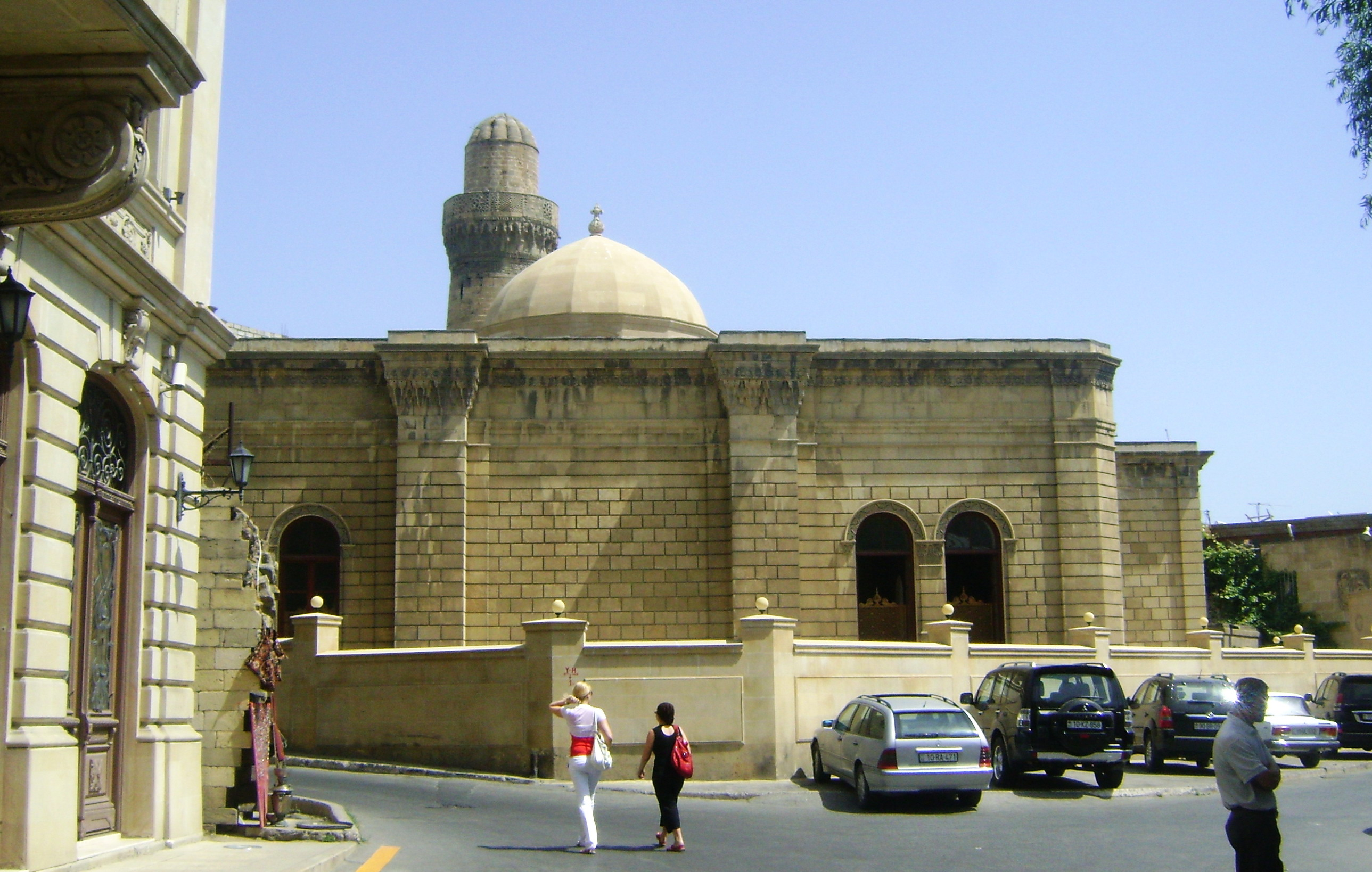
Улица Асафа Зейналлы. Место съёмок фильма

- Часть съёмок фильма проходила в Баку, старинные здания которого внешне схожи с домами в Тегеране[4][5], в частности был задействован «дом Гани Мамедова»[6].
- Наталия Белохвостикова сыграла в фильме три роли — роль переводчицы Мари, её дочери Натали, а также её матери (в сцене детских воспоминаний Мари). Роли Мари в детстве и похожей на неё девочки в самолёте исполнила Наталья Наумова — дочь Наталии Белохвостиковой и Владимира Наумова.